# ایستگاه راه‌آهن مرکزی آنتورپ
ایستگاه راه‌آهن مرکزی آنتورپ (انگلیسی: Antwerpen-Centraal railway station) ایستگاه قطار اصلی در شهر آنتورپ، بلژیک است.
این ایستگاه که در سال ۱۹۰۵ تاسیس شده توسط شرکت راه‌آهن ملی بلژیک اداره میشود و به راه‌آهن سراسری بلژیک متصل است.

## نگارخانه

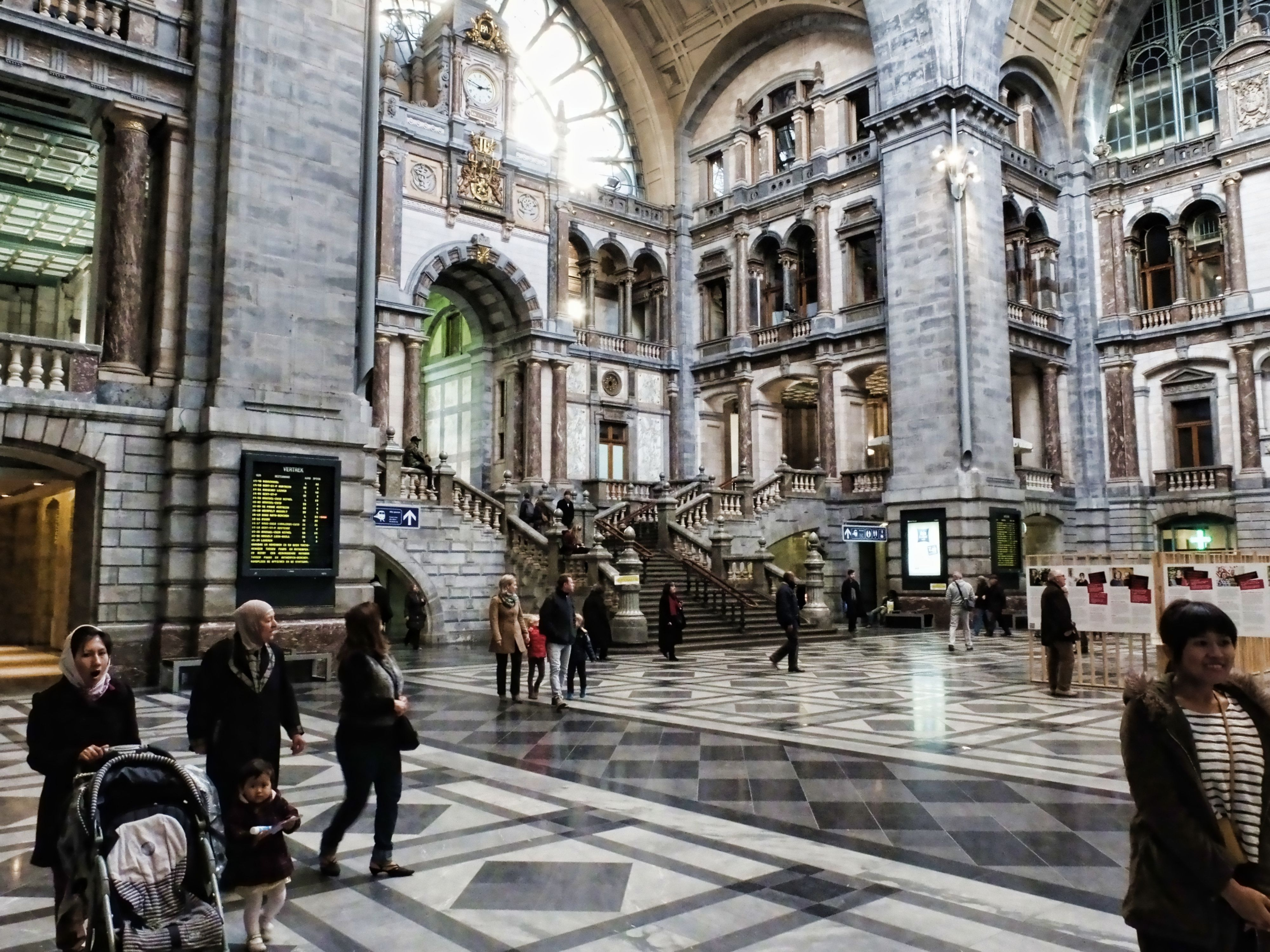
داخل ایستگاه
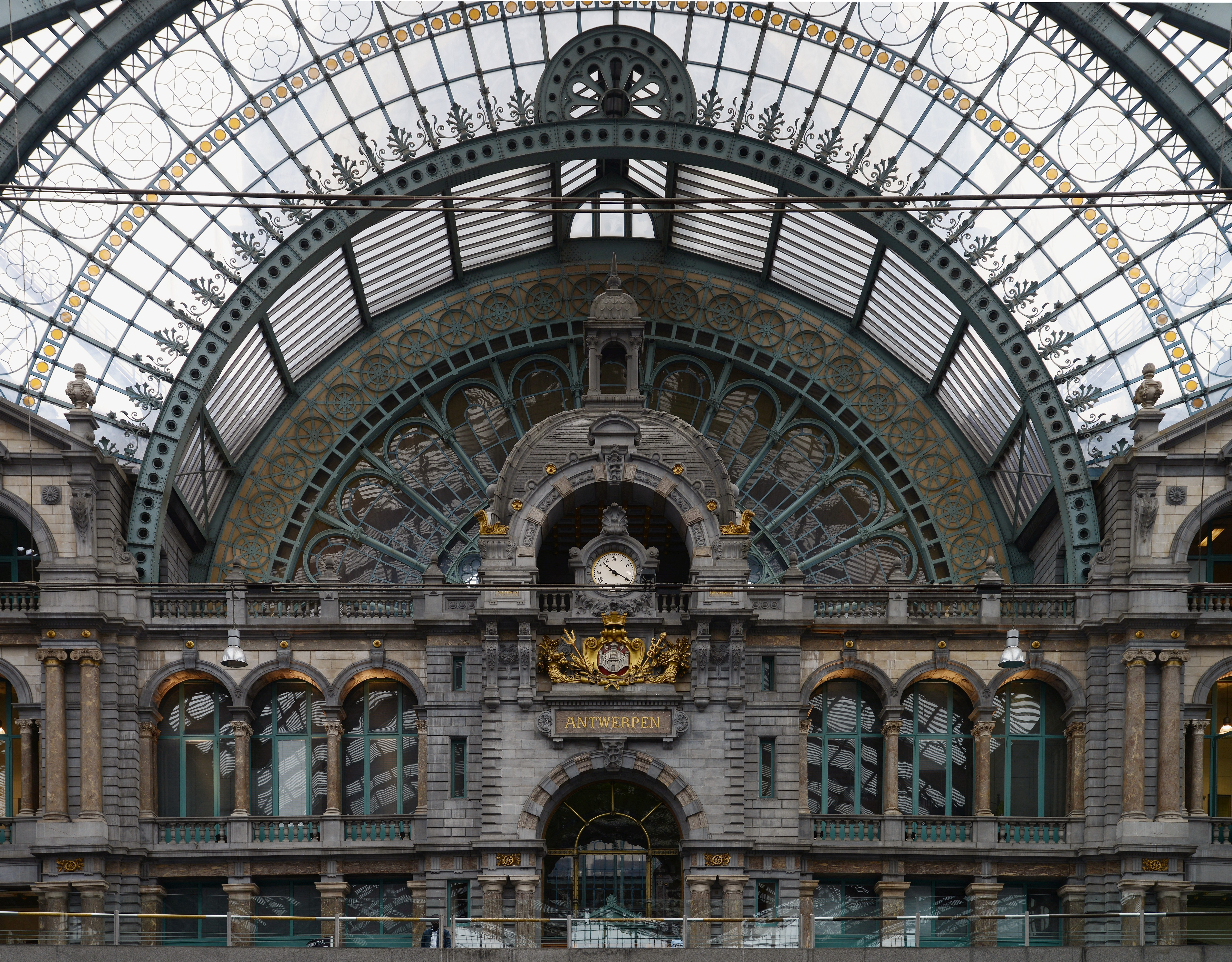
داخل ایستگاه
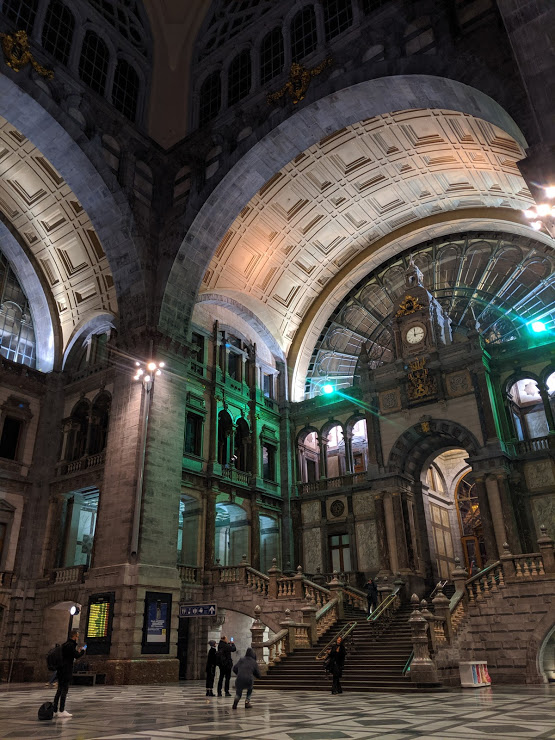
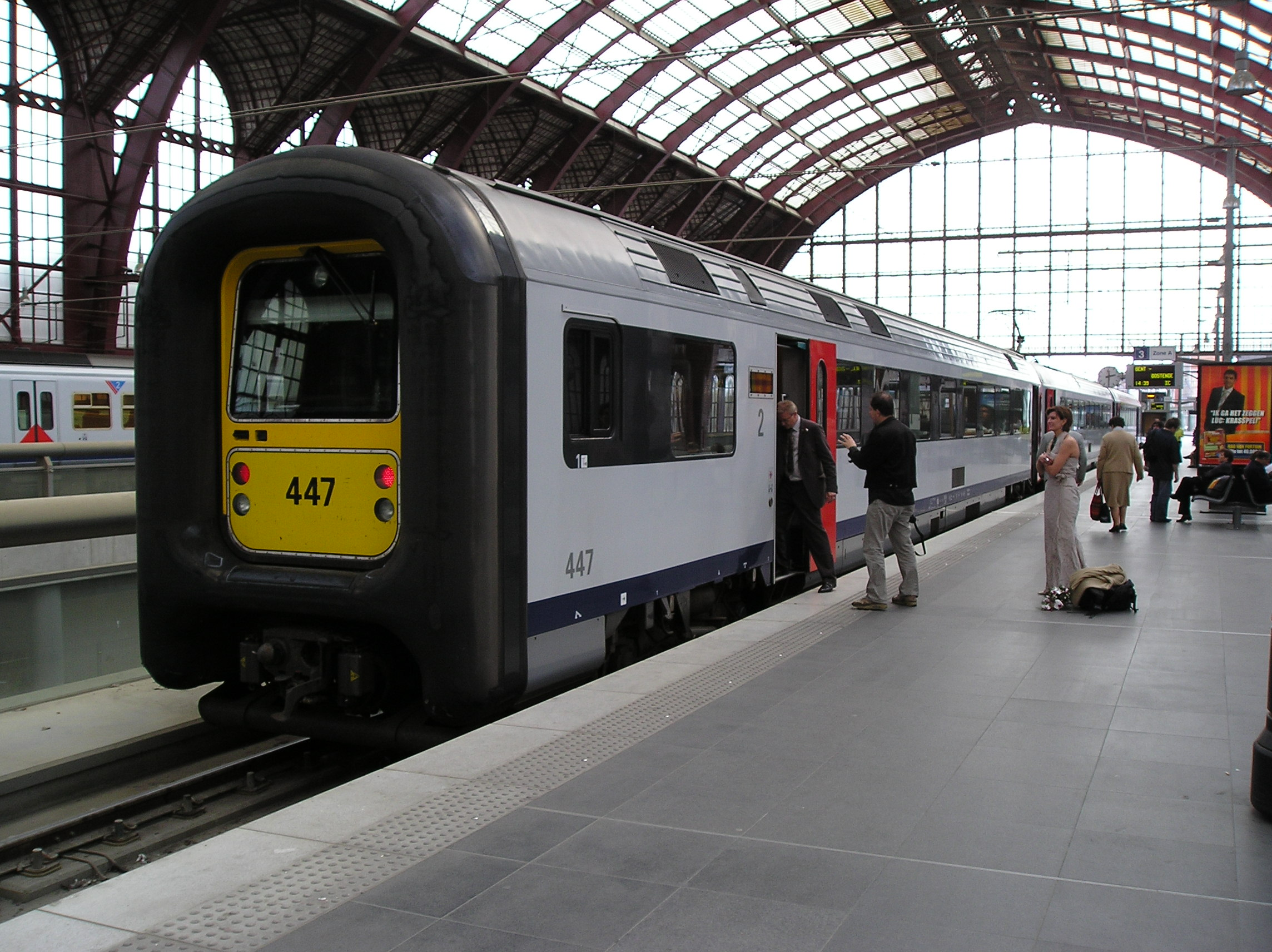